# 1976-os labdarúgó-Európa-bajnokság (keretek)
A következő lista tartalmazza az 1976-os labdarúgó-Európa-bajnokság részt vevő nemzeteinek játékoskereteit. A torna zárószakaszát 1976. június 16-a és 20-a között rendezték.
A játékosoknál megjelölt válogatottsági adatok, illetve a zárójelben írt életkorok az 1976. június 16-i állapotnak megfelelőek.

## Csapatok

### Csehszlovákia
Szövetségi kapitány:  Václav Ježek
| Szám | Poszt | Név                 | Születési dátum (Kor)            | Vál. | Klub               |
| ---- | ----- | ------------------- | -------------------------------- | ---- | ------------------ |
| 1    | K     | Ivo Viktor          | 1942. május 21. (34 évesen)      |      | Dukla Praha        |
| 2    | V     | Karol Dobiaš        | 1947. december 18. (28 évesen)   |      | Spartak Trnava     |
| 3    | V     | Jozef Čapkovič      | 1948. november 1. (27 évesen)    |      | Slovan Bratislava  |
| 4    | V     | Anton Ondruš        | 1950. március 27. (26 évesen)    |      | Slovan Bratislava  |
| 5    | V     | Ján Pivarník        | 1947. november 13. (28 évesen)   |      | Slovan Bratislava  |
| 6    | V     | Ladislav Jurkemik   | 1953. július 20. (22 évesen)     |      | Inter Bratislava   |
| 7    | KP    | Antonín Panenka     | 1948. december 2. (27 évesen)    |      | Bohemians Praha    |
| 8    | KP    | Móder József        | 1947. szeptember 19. (28 évesen) |      | Lokomotiva Košice  |
| 9    | KP    | Jaroslav Pollák     | 1947. július 11. (28 évesen)     |      | FC Košice          |
| 10   | CS    | Marián Masný        | 1950. augusztus 13. (25 évesen)  |      | Slovan Bratislava  |
| 11   | CS    | Zdeněk Nehoda       | 1952. május 9. (24 évesen)       |      | Dukla Praha        |
| 12   | V     | Gőgh Kálmán         | 1948. január 7. (28 évesen)      |      | Slovan Bratislava  |
| 13   | V     | Jozef Barmoš        | 1954. augusztus 28. (21 évesen)  |      | Inter Bratislava   |
| 14   | V     | Pavol Biroš         | 1953. április 1. (23 évesen)     |      | Slavia Praha       |
| 15   | KP    | Dušan Herda         | 1951. július 15. (24 évesen)     |      | Slavia Praha       |
| 16   | KP    | František Veselý    | 1943. december 7. (32 évesen)    |      | Slavia Praha       |
| 17   | KP    | Ján Švehlík         | 1950. január 17. (26 évesen)     |      | Slovan Bratislava  |
| 18   | CS    | Dušan Galis         | 1946. november 24. (29 évesen)   |      | FC Košice          |
| 19   | CS    | Ladislav Petráš     | 1946. december 1. (29 évesen)    |      | Inter Bratislava   |
| 20   | KP    | František Štambachr | 1953. február 13. (23 évesen)    |      | Dukla Praha        |
| 21   | KP    | Přemysl Bičovský    | 1950. augusztus 18. (25 évesen)  |      | Sklo Union Teplice |
| 22   | K     | Alexander Vencel    | 1944. február 8. (32 évesen)     |      | Slovan Bratislava  |

### Hollandia
Szövetségi kapitány:  George Knobel
| Szám | Poszt | Név                  | Születési dátum (Kor)            | Vál. | Klub             |
| ---- | ----- | -------------------- | -------------------------------- | ---- | ---------------- |
| 1    | K     | Piet Schrijvers      | 1946. december 15. (29 évesen)   |      | Ajax             |
| 2    | V     | Wim Suurbier         | 1945. január 16. (31 évesen)     |      | Ajax             |
| 3    | V     | Wim Rijsbergen       | 1952. január 18. (24 évesen)     |      | Feyenoord        |
| 4    | V     | Adrie van Kraaij     | 1953. augusztus 1. (22 évesen)   |      | PSV              |
| 5    | V     | Ruud Krol            | 1949. március 24. (27 évesen)    |      | Ajax             |
| 6    | KP    | Johan Neeskens       | 1951. szeptember 15. (24 évesen) |      | Barcelona        |
| 7    | KP    | Wim Jansen           | 1946. október 28. (29 évesen)    |      | Feyenoord        |
| 8    | CS    | Johnny Rep           | 1951. november 25. (24 évesen)   |      | Valencia         |
| 9    | KP    | Johan Cruijff        | 1947. április 25. (29 évesen)    |      | Barcelona        |
| 10   | KP    | Willy van de Kerkhof | 1951. szeptember 16. (24 évesen) |      | PSV              |
| 11   | CS    | Rob Rensenbrink      | 1947. július 3. (28 évesen)      |      | Anderlecht       |
| 12   | KP    | Willem van Hanegem   | 1944. február 20. (32 évesen)    |      | Feyenoord        |
| 13   | CS    | Ruud Geels           | 1948. július 28. (27 évesen)     |      | Ajax             |
| 14   | KP    | Jan Peters           | 1953. július 20. (22 évesen)     |      | N.E.C.           |
| 15   | KP    | René van de Kerkhof  | 1951. szeptember 16. (24 évesen) |      | PSV              |
| 16   | KP    | Peter Arntz          | 1953. február 5. (23 évesen)     |      | Go Ahead Eagles  |
| 17   | K     | Jan Ruiter           | 1946. november 24. (29 évesen)   |      | Anderlecht       |
| 18   | K     | Jan Jongbloed        | 1940. november 25. (35 évesen)   |      | FC Amsterdam     |
| 19   | CS    | Kees Kist            | 1952. augusztus 7. (23 évesen)   |      | AZ '67           |
| 20   | V     | Wim Meutstege        | 1952. június 28. (23 évesen)     |      | Sparta Rotterdam |

### Jugoszlávia
Szövetségi kapitány:  Ante Mladinić
| Szám | Poszt | Név               | Születési dátum (Kor)          | Vál. | Klub                   |
| ---- | ----- | ----------------- | ------------------------------ | ---- | ---------------------- |
| 1    | K     | Ognjen Petrović   | 1948. január 2. (28 évesen)    |      | Red Star Belgrade      |
| 2    | V     | Ivan Buljan       | 1949. december 11. (26 évesen) |      | Hajduk Split           |
| 3    | V     | Enver Hadžiabdić  | 1945. november 6. (30 évesen)  |      | FK Željezničar         |
| 4    | V     | Dražen Mužinić    | 1953. január 25. (23 évesen)   |      | Hajduk Split           |
| 5    | V     | Josip Katalinski  | 1948. május 12. (28 évesen)    |      | Nice                   |
| 6    | CS    | Ivica Šurjak      | 1953. március 23. (23 évesen)  |      | Hajduk Split           |
| 7    | CS    | Danilo Popivoda   | 1947. május 1. (29 évesen)     |      | Eintracht Braunschweig |
| 8    | KP    | Branko Oblak      | 1947. május 27. (29 évesen)    |      | Schalke 04             |
| 9    | KP    | Jovan Aćimović    | 1948. június 21. (27 évesen)   |      | Red Star Belgrade      |
| 10   | CS    | Jurica Jerković   | 1950. február 25. (26 évesen)  |      | Hajduk Split           |
| 11   | CS    | Dragan Džajić     | 1946. május 30. (30 évesen)    |      | Bastia                 |
| 12   | K     | Enver Marić       | 1948. április 23. (28 évesen)  |      | Velež Mostar           |
| 13   | CS    | Vahid Halilhodžić | 1952. május 15. (24 évesen)    |      | Velež Mostar           |
| 14   | KP    | Edhem Šljivo      | 1950. március 16. (26 évesen)  |      | FK Sarajevo            |
| 15   | KP    | Franjo Vladić     | 1951. október 19. (24 évesen)  |      | Velež Mostar           |
| 16   | KP    | Momčilo Vukotić   | 1950. június 2. (26 évesen)    |      | Partizan Belgrade      |
| 17   | CS    | Slaviša Žungul    | 1954. július 28. (21 évesen)   |      | Hajduk Split           |
| 20   | V     | Luka Peruzović    | 1952. február 26. (24 évesen)  |      | Hajduk Split           |

### NSZK
Szövetségi kapitány:  Helmut Schön
| Szám | Poszt | Név                      | Születési dátum (Kor)            | Vál. | Klub                     |
| ---- | ----- | ------------------------ | -------------------------------- | ---- | ------------------------ |
| 1    | K     | Sepp Maier               | 1944. február 28. (32 évesen)    |      | Bayern München           |
| 2    | V     | Berti Vogts              | 1946. december 30. (29 évesen)   |      | Borussia Mönchengladbach |
| 3    | V     | Bernard Dietz            | 1948. március 22. (28 évesen)    |      | Duisburg                 |
| 4    | V     | Hans-Georg Schwarzenbeck | 1948. április 3. (28 évesen)     |      | Bayern München           |
| 5    | V     | Franz Beckenbauer        | 1945. szeptember 11. (30 évesen) |      | Bayern München           |
| 6    | CS    | Herbert Wimmer           | 1944. november 9. (31 évesen)    |      | Borussia Mönchengladbach |
| 7    | KP    | Rainer Bonhof            | 1952. március 29. (24 évesen)    |      | Borussia Mönchengladbach |
| 8    | KP    | Uli Hoeneß               | 1952. január 5. (24 évesen)      |      | Bayern München           |
| 9    | CS    | Dieter Müller            | 1954. április 1. (22 évesen)     |      | Köln                     |
| 10   | KP    | Erich Beer               | 1946. december 9. (29 évesen)    |      | Hertha BSC               |
| 11   | CS    | Bernd Hölzenbein         | 1946. március 9. (30 évesen)     |      | Eintracht Frankfurt      |
| 12   | CS    | Ronald Worm              | 1953. október 7. (22 évesen)     |      | Duisburg                 |
| 13   | KP    | Dietmar Danner           | 1950. november 29. (25 évesen)   |      | Borussia Mönchengladbach |
| 14   | KP    | Hans Bongartz            | 1951. október 3. (24 évesen)     |      | Schalke 04               |
| 15   | KP    | Heinz Flohe              | 1948. január 28. (28 évesen)     |      | Köln                     |
| 16   | V     | Peter Nogly              | 1947. január 14. (29 évesen)     |      | Hamburg                  |
| 17   | V     | Manfred Kaltz            | 1953. január 6. (23 évesen)      |      | Hamburg                  |
| 18   | K     | Rudolf Kargus            | 1952. augusztus 15. (23 évesen)  |      | Hamburg                  |